# Anacroneuria puna
Anacroneuria puna és una espècie d'insecte plecòpter pertanyent a la família dels pèrlids que es troba a Sud-amèrica: l'Equador i Colòmbia.
Els adults presenten el cap groc i les ales gairebé hialines amb la nervadura marró.
En el seu estadi immadur és aquàtic i viu a l'aigua dolça, mentre que com a adult és terrestre i volador.